# Astragalus krasnovii
Astragalus krasnovii är en ärtväxtart som beskrevs av Mikhail Grigoríevič Popov. Astragalus krasnovii ingår i släktet vedlar, och familjen ärtväxter. Inga underarter finns listade i Catalogue of Life.